# 認定校
認定校（にんていこう）とは、各種事業団体・協会が当該事業に適正な教育を施すと認定する学校。

## 概要
米国では認定校制度（アクレディテーション、educational accreditation）で、教育機関の質を保っている。
高知県立高知南中学校・高等学校はスーパーイングリッシュランゲージハイスクール(SELHi)、埼玉県立大宮高等学校はスーパーサイエンスハイスクール(SSH)として認定校とも呼称するが、文部科学省のスーパーイングリッシュランゲージハイスクール(SELHi)、スーパーサイエンスハイスクール(SSH)は指定校である。文部科学省の専門学校、都道府県各種学校の定めは認可校で、専門士の称号授与は認定校である。日本高等教育評価機構「認証評価」や大学基準協会「認証評価」を受けた学校は、認定校である。

## 認定校の例
- 宇都宮ビジネス電子専門学校電子情報処理科 - 基本情報技術者試験の午前科目免除制度の認定校
- メークアップアーチスト学院 - 日本メイクアップ連盟認定校
- ネイルアーチスト学院 - 日本ネイリスト協会認定校
- KENSchool - XML Master認定校 NETWORK Security SEA/J認定校
- エルセーヌエステティック エコール - 日本エステティック業協会認定校
- たかの友梨エステティックアカデミー - 日本エステティック協会の認定校
- 日本エステティック専門学校 - 日本エステティック協会認定校 CIDESCOスクール仮認定校
- 東京綜合理容美容専門学校 - 日本エステティック協会認定校
- 東京総合美容専門学校 - NPO法人日本ネイリスト協会認定校。日本エステティック協会認定校。日本メイクアップ技術検定協会認定校
- 北海道美容専門学校 - 日本エステティック協会・日本メイクアップ連盟認定校
- 国際美容連盟認定校
- 神戸ルーテル神学校 - ATA認定校
- 日建工科専門学校 - 建築士試験受験資格認定校
- 高等専修学校 - 文部科学省より短大・大学入学資格認定校としての指定を受けている
- インターネット・アカデミー - マイクロソフト認定校 PostgreSQL CE 認定校
- インディーフォルダ - LPI-Japan Platinum Sponsor 兼LPI-Japan認定校 VBA Expert認定校
- コスモス・コーポレイション - JCSS認定校
- ホスピタリティツーリズム専門学校 - サービス介助士認定校
- リナックスアカデミー - LPI Japan アカデミック認定校 PostgreSQL CE認定校
- 茨城県立海洋高等学校 - 海技士養成施設の認定校になっているため、所定の養成講習を修了すれば五級海技士
- 加藤学園暁秀中学校・高等学校 - 国際バカロレア資格認定校
- 学校法人愛甲学院 - 労働省ビジネスキャリア制度認定校
- 電子開発学園 - 各校は、通商産業省 情報化人材育成学科認定校（専門学校各校）
- 岩手県立宮古工業高等学校 - 第三種電気主任技術者認定校
- 札幌ベルエポック美容専門学校 - 厚生労働大臣指定美容師養成施設認定校
- 神戸国際大学 - 海外研修実施校（単位認定校）
- 聖隷クリストファー大学 - 作業療法学専攻が日本作業療法士協会およびWFOTの認定校
- 静岡工科自動車大学校 - 三級自動車整備士養成施設の認定校
- 石井町立石井中学校 - 学校版環境ISO認定校
- 東京ベルエポック製菓調理専門学校 - 厚生労働大臣指定製菓衛生師養成施設認定校、
- 東京ベルエポック美容専門学校 - 厚生労働大臣指定美容師養成施設認定校、文部科学省・専門学校認可校
- 東京工科大学附属日本語学校 - 日本語教育振興協会認定校
- 東京工業高等専門学校 - 日本技術者教育認定機構JABEE)
- 東京都立八王子桑志高等学校 - 基本情報技術者、初級システムアドミニストレータ試験午前試験免除認定校
- 苫小牧工業高等専門学校 - 日本技術者教育認定機構(JABEE)
- 日本自然環境専門学校 - 全国建築CAD連盟認定校
- 北海道愛犬美容学園 - 日本小動物獣医師会認定校（社団法人日本愛玩動物協会は指定校）
- 北見情報ビジネス専門学校 - 卒業すると、大学3年次編入が可能な認定校
- 北見美容専門学校 - 日本ネイリスト協会認定校
- 北翔大学短期大学部 - 幼少年体育振興協会による「幼児体育指導者資格」認定校
- 名古屋国際学園 - バカロレア機構ディプロマプログラム（IB Diploma Programme）の認定校
- 倉敷市立短期大学 - テキスタイルアドバイザー養成認定校
- 社会医学技術学院 - WFOT（世界作業療法士連盟）の認定校 障害者スポーツ協会の公認障害者スポーツ指導者制度認定校

ビオトープ管理士試験一部免除認定校
- IWAD環境福祉専門学校 みどりの環境学科 2年課程 造園ランドスケープコース・自然環境再生コース
- 宇都宮大学 農学部 農業環境工学科
- 岩手県立大学 総合政策学部
- 岩手大学 農学部 共生環境課程
- 岐阜県立森林文化アカデミー 森と木のエンジニア科・森と木のクリエーター科
- 岐阜大学 応用生物科学部 生産環境科学課程
- 宮崎大学 農学部 森林緑地環境科学科
- 宮城大学 食産業学部 環境システム学科
- 京都学園大学 バイオ環境学部 バイオ環境デザイン学科
- 近畿大学 農学部 環境管理学科
- 九州環境福祉医療専門学校 環境生態・工学科 環境生態コース
- 九州共立大学 工学部 環境サイエンス学科（旧 地域環境システム工学科）・環境土木工学科
- 九州産業大学 工学部 都市基盤デザイン工学科
- 江戸川大学 社会学部 ライフデザイン学科
- 三重大学 生物資源学部 共生環境学科 地域保全工学講座
- 山梨大学 工学部 土木環境工学科
- 滋賀県立大学 環境科学部 環境建築デザイン学科・環境政策・計画学科・環境生態学科・生物資源管理学科
- 城西国際大学 環境社会学部 環境社会学科
- 常葉大学（富士常葉大学） 社会環境学部（環境防災学部）
- 信州大学 工学部 土木工学科（旧 社会開発工学科）
- 新潟工科専門学校 園芸デザイン科
- 新潟大学 農学部 生産環境科学科
- 神戸女学院大学 人間科学部 環境・バイオサイエンス学科（旧 人間科学科）
- 崇城大学 工学部 エコデザイン学科
- 西日本短期大学 緑地環境学科
- 静岡産業大学 経営学部
- 石川県立大学 生物資源環境学部 環境科学科
- 大妻女子大学 社会情報学部 社会情報学科 環境情報学専攻（平成20年度以前に入学された方はこちら）
- 大阪経済法科大学 経済学部 経済学科 および 法学部 法律学科
- 大阪工業大学 工学部 環境工学科
- 大阪産業大学 人間環境学部 生活環境学科
- 大同大学 工学部 建築学科 土木・環境専攻
- 第一工業大学 自然環境工学科（旧 社会環境工学科）
- 帝京科学大学 生命環境学部 アニマルサイエンス学科
- 伝統文化と環境福祉の専門学校 環境マネジメント学科・自然環境保全学科
- 都留文科大学 文学部 社会学科 環境・コミュニティ創造専攻
- 東海工業専門学校金山校 工業専門課程 自然環境デザイン科
- 東海大学 海洋学部 環境社会学科/産業工学部 環境保全学科/旧九州東海大学 工学部 都市工学科
- 東京環境工科専門学校 環境保全専門課程 自然環境保全学科・野生生物調査学科
- 東京工業大学 工学部 土木・環境工学科（旧 土木工学科）
- 東京情報大学 総合情報学部 環境情報学科
- 東京電機大学 理工学部 理工学科（旧 建設環境工学科）
- 東京都市大学 環境学部 環境創生学科/環境情報学部 環境情報学科 （旧 武蔵工業大学）
- 東京農業大学 短期大学部 環境緑地学科
- 東京農工大学 農学部 地域生態システム学科
- 東北工業大学 工学部 環境エネルギー学科
- 東洋大学 工学部 環境建設学科
- 東和大学 工学部 環境デザイン工学科
- 南九州大学 環境園芸学部 環境園芸学科・造園学科・地域環境学科
- 日本工科大学校 環境建設工学科 土木・造園コース（旧 日本工科専門学校 都市工学科）
- 日本工学院北海道専門学校 工業専門課程 テクノロジー科 環境土木コース
- 日本大学 生物資源科学部 植物資源科学科
- 日本福祉大学 健康科学部 福祉工学科 バリアフリーデザイン専修・情報社会科学部 生活環境情報学科
- 富山県立大学 工学部 環境工学科・短期大学部 環境システム工学科
- 兵庫県立大学大学院 緑環境景観マネジメント研究科（専門職）
- 兵庫県立淡路景観園芸学校 景観園芸専門課程
- 北海道科学大学 空間創造学部 都市環境学科 環境デザインコース（旧 北海道工業大学）
- 北海道工業大学 工学部 環境デザイン学科
- 麻布大学 環境保健学部 環境政策学科/生命・環境科学部 環境科学科 環境と社会コース
- 名城大学 農学部 生物環境科学科
- 明治大学 農学部 農学科
- 和歌山大学 システム工学部